# Svakketorp
Svakketorp (dansk) eller Schwackendorf (tysk) er en landsby i det nordlige Tyskland, beliggende mellem Kappel og Gelting i det østlige Angel i Sydslesvig. Umiddelbart øst for Svakketorp ligger Kidholm (Kieholm) og Gundelsby. Administrativt hører Svakketorp under Hasselbjerg kommune (Slesvig-Flensborg kreds). I den danske tid hørte landsbyen under Gelting Sogn i Ny og senere i Kappel Herred (Flensborg Amt). Svakketorp inddeles traditionelt i Store og Lille Svakketorp. 
Svakketorp er første gang nævnt 1462. Stednavnet henviser til en dal (sml. mellemdansk svak), til personnavnet Svakki eller til oldnordisk svakk for støj. Stednavnet tyder på, at det må være meget gammel . I 1519 kom landsbyen under Bukhavn gods. I Svakketorp fandtes tidligere en lille skole, indtil 1864 med dansk skolesprog.
I Svakketorp findes sommerhuse og en barfodspark på omtrent 2,5 ha hektar med forskellige stier på forskellige underlag.